# شیاره هوماهواکا
شیاره هوماهواکا در ایالت خوخوی در شمال غربی آرژانتین قرار دارد. این منطقه در سال ۲۰۰۳ در فهرست میراث جهانی یونسکو به ثبت رسید.